# (2443) Tomeileen
(2443) Tomeileen est un astéroïde de la ceinture principale.

## Description
(2443) Tomeileen est un astéroïde de la ceinture principale. Il fut découvert le 24 janvier 1906 à Heidelberg par Max Wolf. Il présente une orbite caractérisée par un demi-grand axe de 3,01 UA, une excentricité de 0,06 et une inclinaison de 11,5° par rapport à l'écliptique.

## Compléments